# Stachys byzantina

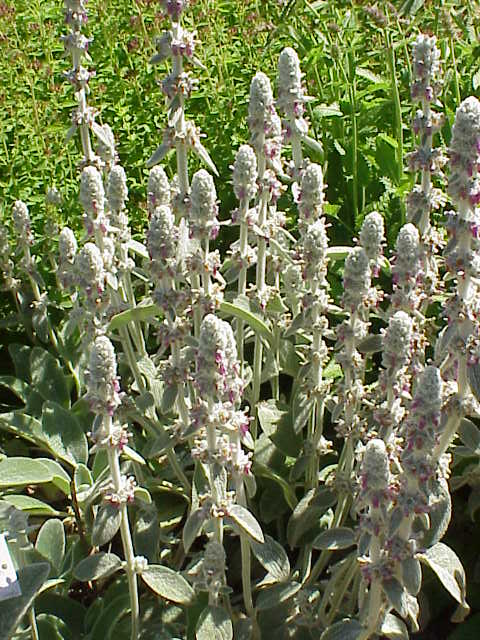
S. byzantina

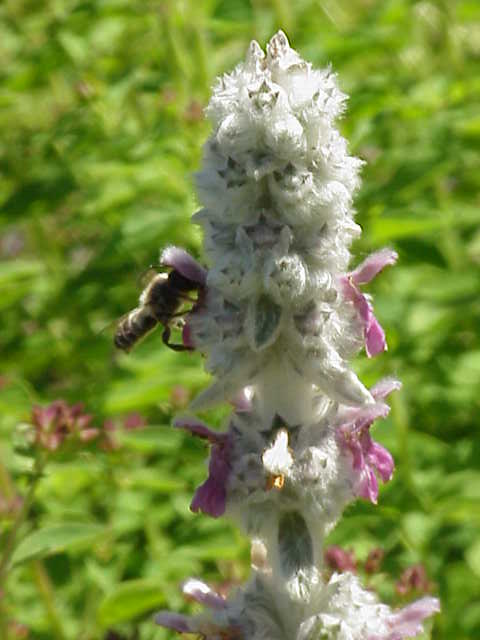
Tija floral

Orelles de conill o orelles de llebre (Stachys byzantina) és una espècie de planta de la família de les lamiàcies. Es troba en estat silvestre a Euràsia: Iran, Turquia, Armènia i Azerbaidjan. Es conrea a la major part de les regions temperades del món com una planta ornamental, i s'ha naturalitzat en alguns llocs com una fuita dels jardins.
Les plantes produeixen tiges altes amb poques fulles. Les flors són petites, blanques o rosades. Les plantes tenen fulles perennes, però pot "morir" durant els hiverns freds i regenerar un nou creixement a les corones. En climes més càlids poden créixer durant tot l'any, però sofreixen quan és excessivament calent i humit. Són fàcils de conrear, preferint l'ombra parcial al ple Sol i els sòls ben drenats, no rics en nitrogen.
Són plantes herbàcies densament cobertes de pèls de color gris o plata-blanc, sedosos o llanosos. Les tiges florals són erectes, sovint ramificades, i tendeixen a ser tetrangulars, aconseguint els 40-80 cm d'alçada. Les fulles són gruixudes i una mica arrugades, densament cobertes en ambdós costats de pèls de color gris-plata, sedós-llanosos, de color blanc platejat a la superfície superior. Les fulles són oposades amb les tiges llargues de 5 a 10 cm. Les fulles peciolades de 10 cm de longitud i 2,5 cm d'ample (encara que existeixen variacions en les formes conreades), els marges de les fulles són crenulats però densament coberts de pèls. Les espigues de flors tenen 10-22 cm de llarg, produint verticilastres en els que cada un té moltes flors i s'apinyen en la major part de la longitud de l'espiga de la tija. Les fulles produïdes en les tiges florals es redueixen en grandària i són subsèssils.

## Taxonomia
Stachys byzantina va ser descrita per K.Koch i publicada a Linnaea 21: 686, l'any 1848.

### Etimologia
- Stachys: nom genèric que deriva del llatí Stachys, -yos, que procedeix del grec στάχνς, "espiga", en particular la de blat, per l'aparença de les inflorescències. Usat per Plini el Vell (24, LXXXVI, 136) per a una planta no identificada, potser del gènere Stachys. Curiosament, la descriu com semblant al porro (Allium ampeloprasum var. porrum ), però de fulles més llargues i nombroses i de flors grogues ("Ea quoque, quae stachys vocatur, porri similitudinem habet, longioribus foliis pluribusque et odoris iucundi colorisque in luteum inclinati.").
- byzantina: epítet geogràfic que fa al·lusió a la seva localització a Bizanci.[7]

### Sinonímia
- Eriostomum lanatum Hoffmanns. & Link
- Stachys lanata Jacq.
- Stachys lanata var. parvifolia K.Koch
- Stachys olympica Poir.
- Stachys taurica Zefir.[8]